# なすそうめん
なすそうめんは石川県や香川県の郷土料理。茄子 (ナス)と素麺を使用した料理である。

## 石川県
石川県輪島市などの奥能登は室町時代から素麺製造が続いており、輪島塗りより長い歴史もあった。江戸時代には庶民にも名産品として進物用に用いられ、著名銘柄は将軍への献上品にも用いられていた。昭和以降は石川県の素麺産業は衰退してゆくことになる。
そんな素麺産地の名残のような料理が、金沢市で食べられているなすそうめんである。ナスと素麺を煮込んだ料理であり、素麺は柔らかく煮込まれているため、麺料理よりも煮込み料理に近い感覚となる。
食べ残した素麺を食べるために考案された料理とされる。定まったレシピはなく、醤油で味付けするのが一般的であるが、味噌仕立てにすることもある。素麺も前述のように残り物を利用せずに、乾麺を煮込むこともある。熱いまま食べることもあれば、冷やして食べることもある。煮込まれた素麺が醤油とナスの色にかぶれる（方言で「染まる」の意味）ことから、なすのそうめんかぶしとも呼ばれる。
今日でも夏場の暑い盛りで食欲がないときなどに軽く食べられる惣菜として日常的に食されている。かつてはナスの収穫時期であるお盆料理の一品として作られていたが、通年でナスが入手できるようになったため、なすそうめんも時季を問わずに食されるようになり、飲食店でも提供されている。

## 香川県
素麺とナス（地域特産の三豊ナスを使用することも多い）を用いた夏の料理である。家庭料理であり、主食にもおかずとしても食される。夏バテ防止に有効とされ、農家を中心に夏の食卓ではよく提供される。
鍋でナスを油炒めして、油揚げ、唐辛子を加えてダシ汁と砂糖、醤油で煮た後に、硬めにゆでておいた素麺を加える。汁は温かくしても冷やしても食される。